# Dia internacional de Nelson Mandela
El Dia Internacional de Nelson Mandela és un dia internacional en honor a Nelson Mandela que se celebra el 18 de juliol, el dia del seu aniversari. El dia va ser declarat oficialment per les Nacions Unides el novembre de 2009, amb el primer Dia Mandela de l'ONU celebrat el 18 de juliol de 2010. Tanmateix, altres grups van començar a celebrar el Dia de Mandela el 18 de juliol de 2009.
El 27 d'abril de 2009, els 46664 concerts i la Fundació Nelson Mandela van convidar la comunitat mundial a unir-se en suport d'un Dia oficial de Mandela. El Dia de Mandela no pretén ser un dia festiu, sinó un dia per honrar el llegat de Nelson Mandela, expresident de Sud-àfrica, i els seus valors, mitjançant el voluntariat i el servei comunitari.
El Dia de Mandela és una crida a l'acció global que celebra la idea que cada individu té el poder de transformar el món, la capacitat d'incidir.
El missatge de la campanya del Dia de Mandela és:
"Nelson Mandela ha lluitat per la justícia social durant 67 anys. Us demanem que comenceu amb 67 minuts."
"Ens sentiríem honrats que un dia com aquest pugui servir per reunir persones d'arreu del món per lluitar contra la pobresa i promoure la pau, la reconciliació i la diversitat cultural", segons un comunicat emès en nom de Mandela.
Amb motiu de la primera celebració mundial del Dia de Mandela el 18 de juliol de 2009, els 46664 concerts i la Fundació Nelson Mandela van organitzar el 91è aniversari de Mandela, una sèrie d'esdeveniments educatius, d'art, de recaptació de fons i de voluntariat que van conduir a un concert al Radio City Music Hall el 18 de juliol. El novembre de 2009, l'Assemblea General de les Nacions Unides va declarar formalment el 18 de juliol com a "Dia Internacional de Nelson Mandela".
El 2014, l'Assemblea General de l'ONU va establir el Premi Nelson Mandela, un premi quinquennal que reconeix els èxits d'aquells que van dedicar la seva vida al servei de la humanitat.